# Taverniera oligantha
Taverniera oligantha là một loài thực vật có hoa trong họ Đậu. Loài này được (Franch.) Thulin miêu tả khoa học đầu tiên.